# Ballada
A romantika stílusjegyét viselő műfaj, a ballada több jelentésben használatos: egyrészt a dal egy sajátos formája, illetve az ebből kialakult zenei műfaj, másrészt a népköltészetben és a szépirodalomban az epikának egy lírai jegyeket is mutató költői műfaja. Ez utóbbi jellemzői gyakran az epikus irodalom más műfajaiban is megjelennek, prózai művekben is. Így például kisregények, elbeszélések esetében is beszélünk balladai (balladisztikus) stílusról. Maga a „ballada” szó nemzetközi, végső eredete a provanszál balada „tánc”, a balar „táncolni” főnévi igeneve.

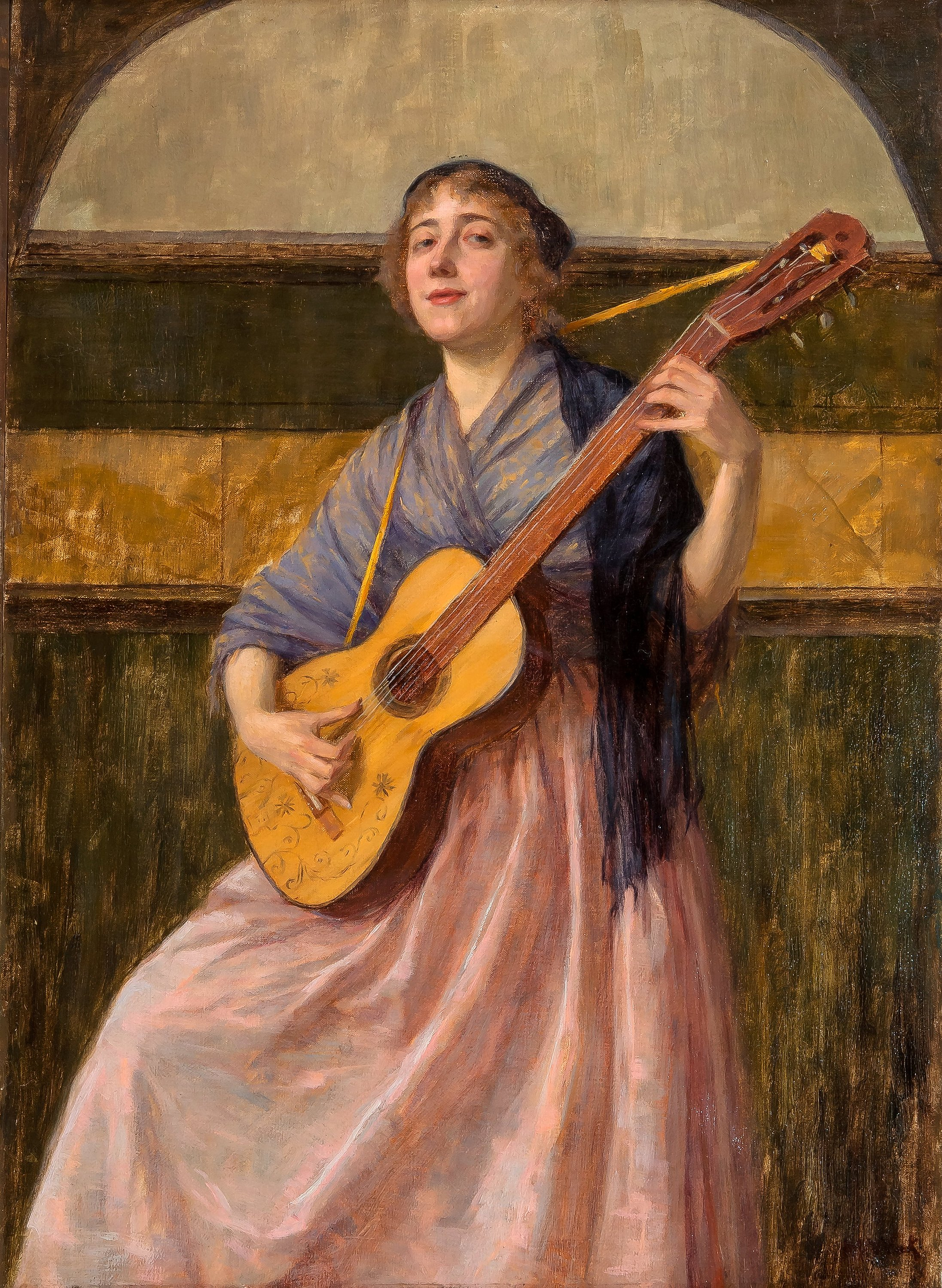
Maria Wiik festménye: Ballada (1898)

## Költészet
A lírai költészeten belül a dal egyik formájaként ismert ballada a középkorban született. Jellemzője, hogy három versszak után ugyanaz a versszak (refrén) megismétlődik. Énekelték, táncok kíséretére szolgált.

## Népballada
Kriza János 1863-ban megjelent Vadrózsák c. népköltési gyűjteménye óta az irodalmi köztudatban a székely népballada különleges rangot nyert; az egész magyar balladaköltészet szépségeinek és gazdagságának legméltóbb képviselőjét szokás tisztelni benne. Több mint száz év alatt balladaismereteink földrajzilag és történetileg egyaránt nagymértékben kitágultak, ámde minden újabb gyűjtés után bizonyosabbá vált, hogy a legtöbb klasszikus balladát valóban a székely folklór őrizte meg számunkra, ide számítva a székelységből kivált csángók és bukovinai székelyek folklórját is. A székely és csángó balladaköltészet rendkívüli gazdagságát történetileg indokolja, hogy a magyar folklórterület legtávolabbi (keleti) peremvidékén maradt meg, ahol tartós kapcsolatban lehetett más délkelet-európai népek, főleg a románok balladaköltészetével.
Kriza jeles munkatársai (köztük Gálfi Sándor, Ürmösi Sándor) és kortársai (Gyulai Pál, Szabó Sámuel, Vass Tamás és mások) után a századforduló tájáig a székely balladagyűjtés munkája főleg Benedek Elek, Sebesi Jób, Mailand Oszkár, Versényi György és Kanyaró Ferenc nevéhez kapcsolódott. A múlt századi gyűjtésekből állította össze Benedek Elek Székely népballadák c. válogatását (Budapest, 1921), amely 1958-ban Romániában még egy kiadást ért meg.
A székely balladaköltészet első, tisztára szöveggyűjtő korszakát a 19. század végétől szöveg és dallam együttes gyűjtésének korszerűbb módszere váltotta fel, olyan nevekkel az élen, mint Vikár Béla, Seprődi János, Bartók Béla, Kodály Zoltán, Veress Gábor és Lajtha László. E munka méltó záróköve a Bartók-Kodály kettős névvel fémjelzett Erdélyi magyarság. Népdalok című gyűjtemény (Bartók címadása szerint: Székely népdalok, Budapest, 1923): 150 erdélyi, néhány kivétel híján mind székely népdal és ballada, valamennyi dallammal.
Általános jellegű, de sok erdélyi anyagot tartalmaz Bartók összesítő gyűjteménye is: A magyar népdal (Budapest, 1924).
A két világháború közti korszakban Domokos Pál Péter a moldvai csángók közt végzett jelentős gyűjtőmunkát. A csángó magyar népköltészetnek szintén megvolt a maga klasszikus gyűjtője: Petrás Ince János. Ő 1841-43-ban Krizát is megelőzve írt le két füzetnyi klézsei népdalt és balladát, ezek azonban csak több mint száz évi késéssel, épp Domokos gondozásában jelentek meg hiánytalanul (Domokos Pál Péter-Rajeczky Benjámin: Csángó népzene I. Budapest 1956). Saját gyűjtései – szövegek és dallamok – az 1930-as években több kiadványban és kiadásban láttak nyomdafestéket; mindezek összegezése A moldvai magyarság 3. kiadása (Kolozsvár, 1941). Utóbb a csángó gyűjtések javát még egy kötetben népszerűsítette: Rezeda (96 csángó-magyar népdal, Budapest, 1953). Vele egy időben Balla Péter és Veress Sándor gyűjtött és közölt kisebb moldvai csángó és bukovinai székely népköltési és népzeneanyagot.
Benedek Elek kis népszerű kiadványa után a székely balladaszövegek tudományos felkészültségű válogatása következett: Ortutay Gyula 1935 és 1948 között három kiadást megért Székely népballadák c. műve, Buday György fametszeteivel. Terjedelmes válogatást tett közzé Faragó József (Diófának három ága, 1956).
A romániai magyar balladagyűjtés 1949 tavaszán nyert állami intézményes formát a bukaresti Folklór Intézet Kolozsvári Osztályának megalapításával; ez ma mint Etnológiai és Szociológiai Osztály a Babeş-Bolyai Tudományegyetem keretében működik. Archívuma 1970 közepén – több mint százezer magyar folklóralkotás közt – 1725 balladát tartalmazott: közülük 450 szöveg, 650 szöveg és dallam hallás után gyűjtve, 640 pedig magnetofonfelvétel. Részben az archívumból, kizárólag vagy túlnyomórészt dallammal együtt jelentek meg az alábbi gyűjtemények, amelyek a többi műfaj közt több-kevesebb balladát is tartalmaznak: Faragó József-Jagamas János: Moldvai csángó népdalok és népballadák (1954), 54 balladával; Szenik Ilona-Almási István-Zsizsmann Ilona: A lapádi erdő alatt, 58 magyarlapádi népdal (1957), 6 balladával; Szegő Júlia-Sebestyén Dobó Klára: Kötöttem bokrétát, 150 népdal (1958), 14 balladával; Faragó József: Jávorfa-muzsika (1965), 205 balladája közül 81 első közlés; Olosz Katalin-Almási István: Magyargyerőmonostori népköltészet (1969), 37 balladával; Imets Dénes: Repülj madár, repülj. Menasági népdalok és népballadák (1970), 22 balladával.
Ezekkel a kiadásokkal párhuzamosan több egyéni gyűjtőakció anyaga is hozzáférhetővé vált. 1957-ben jelent meg, de korábbi szöveges gyűjtéseket – köztük 45 balladát – tartalmaz Konsza Samu sepsiszentgyörgyi diák-gyűjtőmozgalmának válogatott anyaga, a Háromszéki magyar népköltészet s a következő évben Kovács Ferenc kötete, az Iratosi kertek alatt (1958), amely egy bánsági falu szövegfolklórjáról ad áttekintést, 11 balladával. Balladafejezete van Horváth István magyarózdi monográfiájának is, 11 szöveggel (Magyarózdi toronyalja, 1971).
Az egyéni gyűjtések közül kiemelkedik a Kallós Zoltáné, a Balladák könyve (Élő hazai magyar népballadák, 1970, 1971), amely bevezetőjeként Szabó T. Attilának a hazai magyar balladagyűjtés útját áttekintő tanulmányával 259 verses és 8 prózává oldódott balladaszöveget tartalmaz 162 dallammal. (A kötetet a Magyar Helikon is megjelentette Budapesten 1973-as első és 1977-es második kiadásban, Szabó T. Attila jegyzeteivel és Jagamas János zenei mutatóival.) Kötetében Kallós a már eddig is kutatott Moldva mellett gyűjtőterületét Gyimesre, a Mezőségre és Kalotaszegre is kiterjesztette. Ugyancsak Kallós közölte 1973-ban Új guzsalyam mellett c. kötetében a 76 éves Miklós Gyurkáné Szályka Rózsa teljes verses repertoárját a moldvai Klézséből: balladákat és lírai dalokat, ismét számos dallammal és hanglemez-melléklettel.
A következő és eleddig legnagyobb magyar balladagyűjtemény, a Háromszéki népballadák (1973) 425 balladaszöveggel és 55 dallammal, valamint további félezer ballada gyűjtési adataival Albert Ernő sepsiszentgyörgyi tanárnak és diákjainak tizenöt évi munkáját összegezi. Bevezetőjét és jegyzeteit Faragó József írta, zenei anyagát Szenik Ilona gondozta. E horizontális gyűjtés után Ráduly János vertikális kutatással egyetlen marosszéki falu balladavilágát tárta fel és vette vizsgálóra: a Kibédi népballadák 155 szöveggel és 38 dallammal jelent meg, zenei munkatárs Kusztosné Szabó Piroska (1973). Ugyanebből a faluból egyetlen énekes teljes repertoárját bemutató kötetében (Elindultam hosszú útra. A kibédi Majlát Józsefné Ötvös Sára népballadái, 1979) a ballada mai közösségben való továbbélésének formáit is vizsgálat alá vette. Ugyancsak egy táj balladavilágát mutatták be Bura László és munkatársai Szatmári népballadák (1978) c. kötetükben, 141 szöveggel és 53 dallammal. A dallamokat magnetofonszalagról lejegyezte Albert György és Orosz Márta.
A legutóbbi évtized népzenei gyűjteményei, részben szintén több-kevesebb balladával: B. Albert György – Bura László: Zöld erdőben fenyő zöldje. Szatmár megyei népdalok és népballadák (1972); Zolcsák Miklós – Fejér Kálmán: Darai népdalok (1973); Jagamas János – Faragó József: Romániai magyar népdalok (1974); Benczédi Huba: Két hegy között felsütött a holdvilág. Kovászna megyei népdalok (1977); Apácai Bölöni Sándor – Gulácsi Zoltán: Búza, búza, de szép tábla búza. Arad környéki népballadák és népdalok (1978).
Mind a régi, mind az újabb gyűjtések alapján az egész romániai magyar balladaterületről Faragó József válogatta ki egy összesítő gyűjteményben a régi magyar balladaköltészet javát: Gyönyörű Bán Kata (1973), 125 balladával.
1980-ig két kötetnyi romániai magyar népballada jelent meg román fordításban, mindkettő Haralambie Grămescu tolmácsolása: Balade populare maghiare din R. P. R. (1960) és Întrecerea florilor. Poezii din folclorul naţionalităţilor conlocuitoare (1971). Az 1920-as évek közepétől több különböző nyelvű kötet tartalmaz kizárólag vagy jórészt székely népballadákat, így O. Manuinen finn fordításai: Unkarilaisia kansanrunoja (Porvoo 1926); Hedwig Lüdeke német tolmácsolásai, Gragger Róbert tanulmányával és jegyzeteivel: Ungarische Balladen (Berlin – Lipcse, 1926); Jan Kot (valódi nevén Adam Bahdaj) lengyel kötete Ortutay Gyula bevezetőjével és Buday György fametszeteivel: Seklerskie ballady ludowe (Budapest, 1943); Lew Kaltenberg ugyancsak lengyel fordításai, erdélyi román és magyar balladákkal: Ballady Siemiogrodskie (Varsó, 1959); Ninon A. M. Leader angol monográfiája: Hungarian Classical Ballads and their Folklore (Cambridge, 1967); legutóbb Viljo Tervonen párhuzamos szövegű magyar-finn kötete, Gy. Szabó Béla fametszeteivel: Kuoliaksi tanssitettu tyttö (Helsinki 1979).
A balladagyűjtéssel és -kiadással párhuzamosan számos tanulmány és cikk jelzi a romániai magyar balladakutatás eredményeit, nagyobbára három fő tematikával: egy-egy típus keletkezése, története és változatai; a népballadák súlya, jelentősége a falu 20. századi művelődési életében; magyar-román kapcsolatok a balladaköltészetben (Albert Ernő, Almási István, Antal Árpád, Bura László, Faragó József, Mitruly Miklós, Olosz Katalin, Ráduly János, Szabó T. Attila közleményei). A balladakutatások eredményeit önálló kötetben közölte Faragó József (Balladák földjén. Válogatott tanulmányok, cikkek, 1977); Demény István Pál: Kerekes Izsák balladája (1980); sajátos szépirodalmi eszközökkel s etnológiai párhuzamokkal kísérelte meg egy ballada értelmezését Szőcs István (Selyemsárhajó, 1979).

## Műballada
Arany János kitűnően sikerült műballadái nyomán a népballada eleven hagyomány és ihlető forrás a magyar műköltészet számára. A két világháború közötti romániai magyar költészetben jelenléte nem annyira nyilvánvaló, mint az 1960-70-es évek fiatalabb költőinek verseiben, de kétségtelen, hogy a Kányádi Sándor példáján felbátorodó Magyari Lajos hagyományőrző balladáinak előzményei Horváth István, Gellért Sándor, Szabédi László régebbi köteteiben is megtalálhatók. Kányádi lírájának balladás hangjai, Hervay Gizella, Király László vagy Farkas Árpád népballada-idézése azonban már korántsem reprodukálás, az ősi népköltők utánzása, hanem a 20. század második felében alkotott "balladák", balladás esetek és helyzetek, lélekállapotok epikus és drámai elemekkel átszőtt lírai kifejezése.
Lényegében ugyanez jellemző balladisztikus novellákra is, amelyek az 1920-as évektől sajátos színnel gazdagítják a modern magyar prózát. A "székely írók" – Nyirő József, Tamási Áron, Kacsó Sándor – novellái nem értékelhetők a székely népballada ismerete nélkül, noha – különösen Tamási (Szász Tamás, a pogány, Tüzet vegyenek, Siratnivaló székely, Erdélyi csillagok) és Kacsó novelláiban – a kortársi, társadalmi ihletés elsődleges. A balladisztikus novella más példáit Fodor Sándortól (A feltámadás elmarad), Szabó Gyulától (Laczkó Rózsa balladája, Mátyuska macskája), Bálint Tibortól (Bölcsődal) idézhetjük, akik a folklórörökséget már a modern prózatechnika vívmányaival kapcsolták össze.

### Vígballada
A vígballada vagy tréfás ballada derűs hangvitelű humoros történetet dolgoz fel. Kifigurázza az emberi gyengeségeket, jellemhibákat. Például Lázár Ervin is írt ilyeneket, nála tréfásan jobbladának is szoktuk emlegetni.

## Zeneművészet
A 19. században Frédéric Chopin írt először zongoraművet balladára, innen származnak a modern klasszikus zene balladai művei is.
A táncdal típusú ballada műfaja 20. század könnyűzenei stílusirányzataiban is megjelent, így a (pop-ballada, rock-ballada és latin-ballada) mély érzelmekkel teli, lírai témákat dolgoz fel. Általában lassú vagy mérsékelt (közepesen gyors) ütemű zenére írnak balladisztikus szövegeket.